# Daniel Platzman
Daniel James Platzman (né le 28 septembre 1986) est un musicien, auteur-compositeur, producteur de disques et compositeur américain. Il est principalement connu comme ancien batteur du groupe de pop rock Imagine Dragons.

## Jeunesse
Platzman naît le 28 septembre 1986 à Atlanta, en Géorgie. Il étudie au Berklee College of Music, où il obtient un diplôme en composition pour le cinéma,. Pendant son cursus à Berklee, il joue dans le Berklee Concert Jazz Orchestra, l'Urban Outreach Jazz Orchestra et le Berklee Rainbow Big Band. Il reçoit le Vic Firth Award for Outstanding Musicianship et le Michael Rendish Award in Film Scoring. Il joue également dans un ensemble de guitare avec ses futurs collègues du groupe Imagine Dragons, Wayne Sermon et Ben McKee.

## Carrière

### Imagine Dragons
En 2011, Daniel Platzman est invité par Wayne Sermon à rejoindre Imagine Dragons, basé à Las Vegas. Ben McKee abandonne son dernier semestre à Berklee pour rejoindre le groupe, et invite Daniel Platzman à la Batterie, complétant ainsi la formation. Le groupe obtient plusieurs distinctions locales, dont « Meilleur CD de 2011 » (Vegas SEVEN), « Meilleur groupe indie local 2010 » (Las Vegas Weekly (en)), et « Nouveau groupe live incontournable de Las Vegas » (Las Vegas CityLife (en)). En novembre 2011, ils signent avec Interscope Records et commencent à collaborer avec le producteur Alex da Kid.
En 2012, leur premier album Night Visions fait connaître le groupe au grand public. Il atteint la 2e place du Billboard 200 et remporte le Billboard Music Award du Meilleur album rock (2014). Le premier single It's Time (en) atteint la 15e place du Billboard Hot 100 et est certifié multi-platine par la RIAA. Le deuxième single Radioactive atteint la 3e place, est certifié diamant et devient la chanson rock la plus vendue selon Nielsen SoundScan. Le troisième single Demons atteint la 6e place et est aussi certifié multi-platine. L’album réalise le meilleur démarrage pour un nouveau groupe rock depuis 2006 et Radioactive reste en tête du Billboard Hot Rock Songs pendant 23 semaines consécutives. Des titres de l’album dominent les classements Rock, Alternative et Pop Songs du Billboard. "Radioactive" est aussi nommé à deux Grammy Awards, remportant celui de la meilleure performance rock.
En 2015, le deuxième album Smoke + Mirrors atteint la 1re place du Billboard 200, du UK Albums Chart et du Canadian Albums Chart,. Il comprend les singles I Bet My Life, Shots et Gold,.
Le groupe contribue à plusieurs bandes originales de films, dont Ready Aim Fire pour Iron Man 3, Who We Are pour Hunger Games : L'Embrasement et Battle Cry pour Transformers : L'Âge de l'extinction. En septembre 2014, Warriors est publié par Riot Games avec une vidéo animée pour promouvoir les championnats du monde de League of Legends,,.
Le 3 mars 2023, Platzman sort son premier single en solo, intitulé Show Me That You Want Me, accompagné d’un clip vidéo.
Le 21 août 2024, il annonce officiellement son départ définitif du groupe, après une période de retrait des activités du groupe.

## Discographie
- Show Me That You Want Me (2023)
- Chairman of the Clowns (2023)

## Distinctions
- Vic Firth Award for Outstanding Musicianship, Berklee College of Music[2]
- Michael Rendish Award in Film Scoring, Berklee College of Music[2]